# フェラーリ・チャレンジ

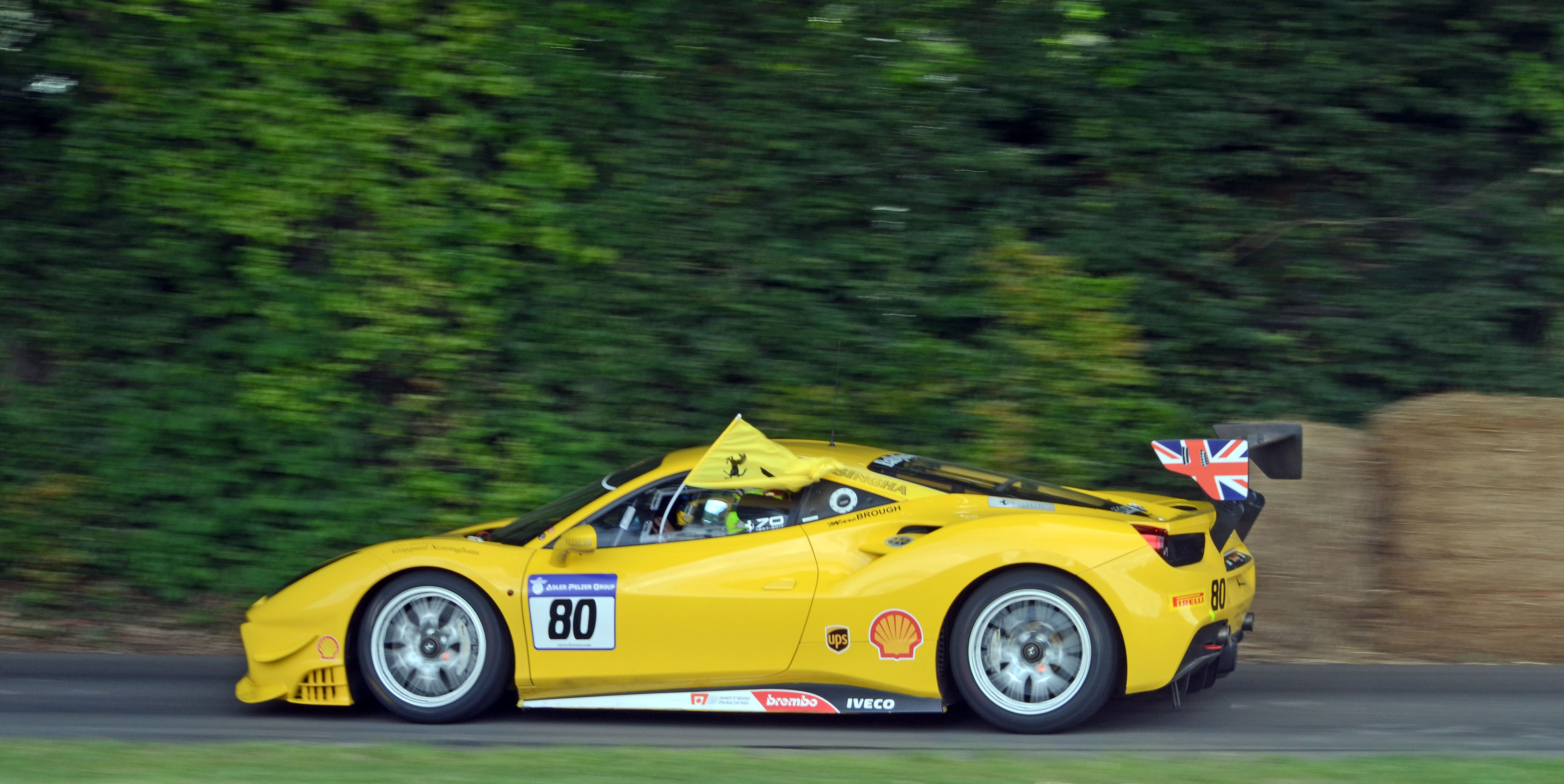
フェラーリ・チャレンジで使用されている488チャレンジ（2017年-）

フェラーリ・チャレンジ（Ferrari Challenge）は、イタリアのフェラーリが世界各国で開催しているワンメイクレース。

## 概要
フェラーリのコルセ・クリエンティ部門（クライアントレース部門）が開催しているワンメイクレースで、現在はヨーロッパ、アジア・パシフィック、北アメリカとイギリス、日本の5つの選手権が開催されている。
各選手権ごとに年間6-7ラウンド、計12-14レース程度が開催される（1ラウンドごとに2レース開催される）。多くのレースがF1やFIA 世界耐久選手権などの世界選手権クラスのレースの前座や、「フェラーリ・レーシング・デイズ」などの様々なレースイベント内で開催される。また各選手権の最終戦かつ各カテゴリーの世界一決定戦が、「フィナーリ・モンディアーリ」で開催される。

## 歴史

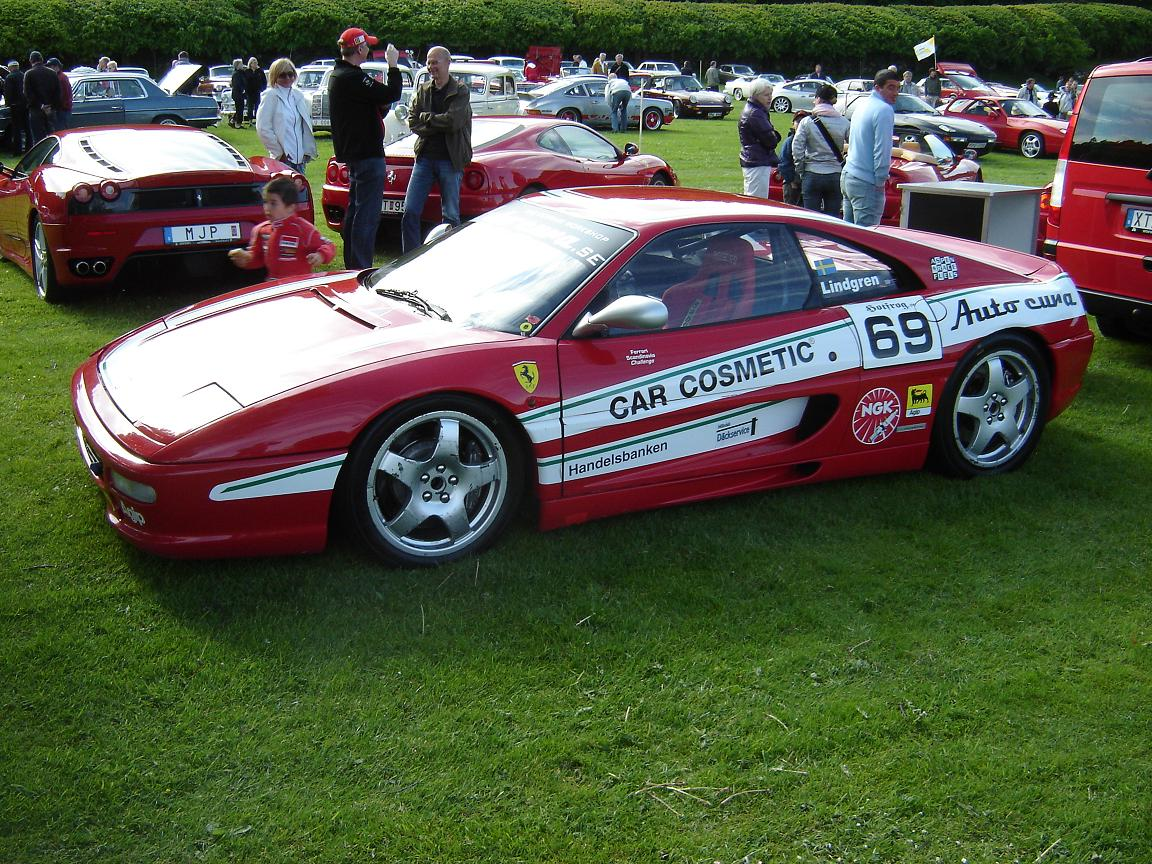
2000年まで使用されていた355チャレンジ

1993年に、フェラーリ初の公認ワンメイクレースとしてイタリア選手権とヨーロッパ選手権が開始され、その後1994年に北アメリカ選手権が開催された。両選手権とも開始当初は348チャレンジが使用された。
2001年にフェラーリのコルセ・クリエンティ部門が主催者となった。なお1990年代後半から2000年代前半にかけては、当時の日本における正規輸入販売代理店コーンズが独自に同名で日本国内で348チャレンジや355チャレンジ、360チャレンジを使用した選手権を開催していたが、これはフェラーリの主催によるものではないため別物として扱われている。
2011年よりアジア・パシフィック選手権が開催され、2012年にはイタリア選手権がヨーロッパ選手権に統合されたほか、初めて日本（鈴鹿サーキット）で開催された（前年の開幕戦として開催される予定であったが、東日本大震災の影響を受けて中止）。2013年には、アジア・パシフィック選手権の開幕戦として初めて中東（アラブ首長国連邦）で開催された。
2021年は、アジア・パシフィック選手権がF1世界選手権のシンガポールグランプリのサポートレースとして開催されるほか、過去には富士スピードウェイで開催されるスーパーフォーミュラやFIA 世界耐久選手権のサポートレースとして開催されたこともある。
2023年よりフェラーリ・チャレンジ・ジャパンシリーズが開催される事が発表された。初年度は国内4サーキットで5ラウンドが開催される。

## 使用車輌

### 488チャレンジEVO
2020年シーズンは、フェラーリ・チャレンジ専用車輌で、かつサーキット走行専用車輌である488チャレンジ EVOが使用されレースが行われる（なお、新型に切り替わる際は前モデルと新型が並走するかたちで行われる）。

### イコールコンディション

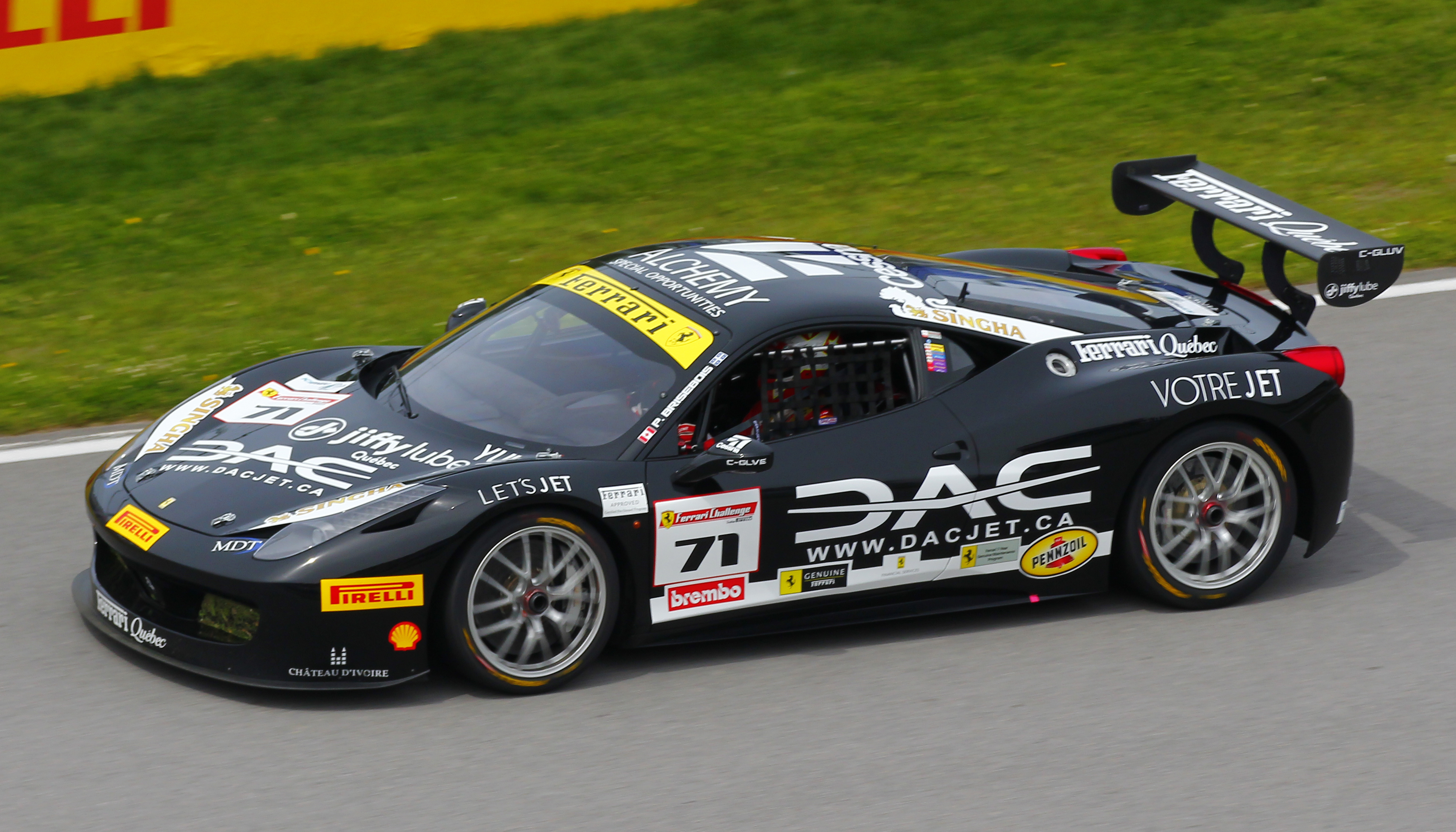
フェラーリ・チャレンジで使用されていた458チャレンジEVO

過去にドライバーが死亡したレースがないなど安全面に力を入れており、マシンの個体差がある一部のワンメイク・レースと異なり、エンジンや排気系、空力デバイスなどへのさまざまな改造は一切禁止されており、主催者のコルセ・クリエンティ管理の下で完全なイコールコンディションが保たれている。なお、サスペンションやリアウィングなど、一定範囲を超えないセッティングは可能である。
また、全戦でフェラーリのセミワークスチームであるAFコルセのメカニックがマシンメインテナンスを行い、ピレリが供給しているコントロールタイヤが使用されることで、イコールコンディションを保っている。

### 歴代使用車輌
- 348チャレンジ（1993年-1995年）
- 355チャレンジ（1995年-2000年）
- 360チャレンジ（2000年-2006年）
- F430チャレンジ（2006年-2011年）
- 458チャレンジ/EVO（2011年-2017年）
- 488チャレンジ/EVO（2017年-2023年）
- 296チャレンジ（2024年-）

## 選手権

### 開催地

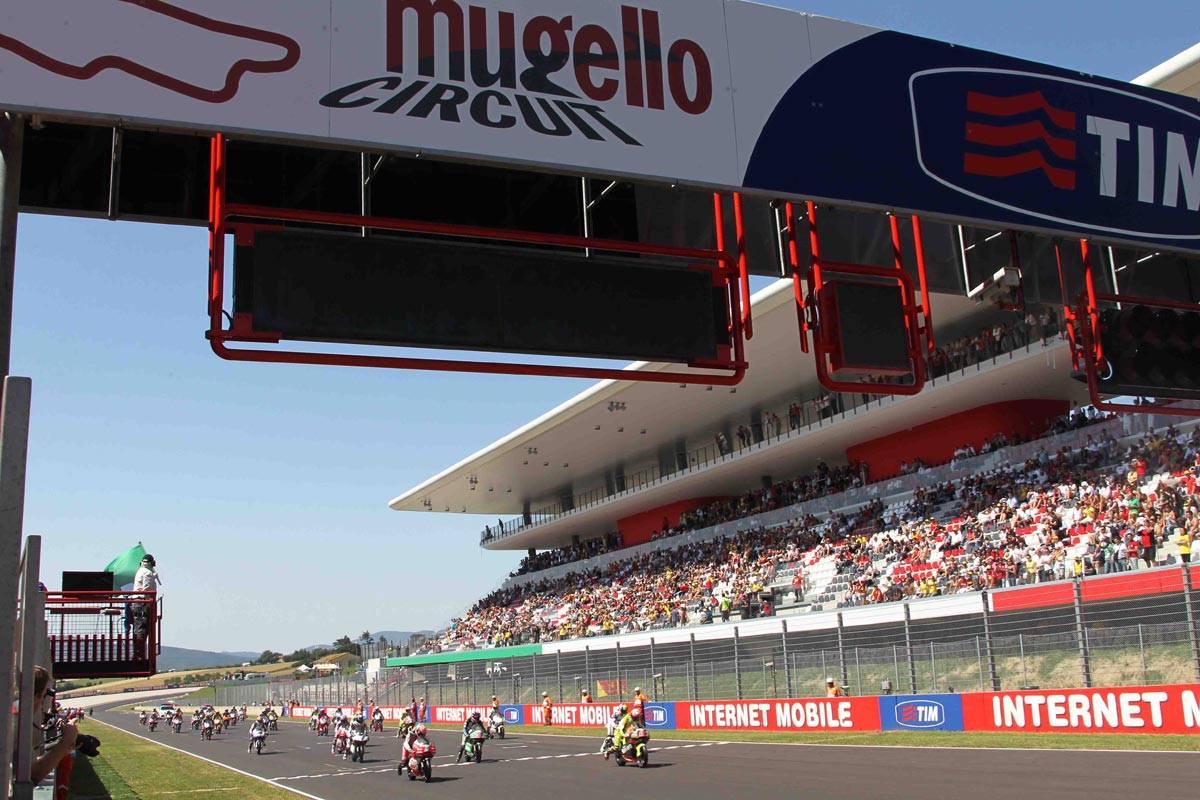
2019年にフィナーリ・モンディアーリが開催されるムジェロ・サーキット

- ヨーロッパ選手権（イタリア、フランス、ベルギー、スペイン）
- アジア・パシフィック選手権（日本、中華人民共和国、マレーシア、シンガポール。なお以前にはアラブ首長国連邦やオーストラリア、バーレーン、ニュージーランド、大韓民国などでも開催された）
- 北アメリカ選手権（アメリカ、カナダ）
- イギリス選手権（イギリス）
- 日本選手権（日本）

各選手権の最終戦がフィナーリ・モンディアーリで開催されるとともに、各クラスごとの世界一決定戦も行われる。また、ヨーロッパとアジアパシフィック、北アメリカ、イギリスの各選手権交互のスポット参戦も、参戦枠に空きがある限り認められている。

### クラス
経験が浅いドライバー向けの「コッパ・シェル（Coppa Shell）」、コッパ・シェルクラスでの優勝経験があるなど中堅クラスのドライバー向けの「トロフェオ・ピレリ・アマ（Trofeo Pirelli AM）」、トロフェオ・ピレリ・アマでの優勝経験があるなど、レース経験が豊富なセミプロ級ドライバー向けの「トロフェオ・ピレリ（Trofeo Pirelli）」の3つのクラスがそれぞれの選手権ごとに用意される。
これらのクラス分けは過去のモータースポーツ参戦歴や成績、ラップタイムなどを鑑みて決められ、下のクラスに参戦していたドライバーが年間ランキングで3位以内に入った場合、翌年は上のクラスに上がるケースが多い。また、60歳以上のドライバーのみを対象とした「ジェントルマン（Gentleman）」や、女性のみを対象した「レディース（Ladies）」クラスも設けられている。
各選手権の各クラスの年間ランキング3位以内のドライバーの表彰式が、スクーデリア・フェラーリのドライバーやピエロ・フェラーリなどのフェラーリの首脳陣参加の元、毎年フィナーリ・モンディアーリで開催される。

### 参戦ドライバー

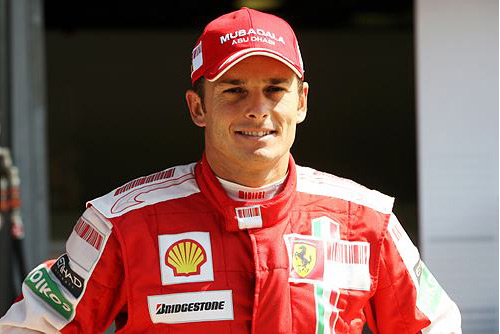
ジャンカルロ・フィジケラ

レース経験が豊富なセミプロ級のドライバーから、モータースポーツ初心者まで幅広い参加者を集めており、年齢層は20代から70代と幅広い。また、各界のセレブリティの参戦も多く、アジアパシフィック選手権だけでもアーロン・クォックやリュ・シウォン、ヨン・ジョンフンなどの歌手や俳優が参戦していた。また、フェラーリ・レーシング・デイズなどの公式イベントに合わせて開催されるレースの場合、ジャンカルロ・フィジケラやミカ・サロ、小林可夢偉などの元スクーデリア・フェラーリのドライバーが、賞典外の「ゲストドライバー」として参戦することもある。
なお、ワンメイクレースとしての開催趣旨と乖離することを防ぐため、F3などのミドル以上のフォーミュラの優勝経験者や、国内、国際選手権クラスのレースに参戦しているプロドライバーの参戦は原則禁止されている。

### 卒業後
過去にアジアパシフィック選手権に参戦していた石川資章やスティーブ・ワイアット、パシン・ラソーラスのように、ステップアップしてFIA 世界耐久選手権やブランパンGT、アジアン・ル・マン・シリーズなどの耐久レース選手権や、茂田久男や内田優大のようにSUPER GT、もしくはイタリアGT選手権やイギリスGT選手権をはじめとした各国のGT選手権などの上位カテゴリーに行くものも多い。

## 参戦資格など

### 車輌
参戦する際は、各国のフェラーリの正規ディーラーを通じてフェラーリ・チャレンジ専用車輌を購入し、参戦申し込みをすることが必要である。専用車輌以外での参戦は不可能で、また日本から参戦する場合、専用車輌であってもフェラーリ・ジャパンおよびコルセ・クリエンティの承認を得ていない並行輸入車での参戦は認められない。
なお、マシンを購入しての年間エントリーだけでなく、コルセ・クリエンティや各国の現地法人、正規ディーラーが所有しているレンタルマシンを使用しての1戦ごとのスポット参戦や、1台のマシンを数人でシェアしてのシリーズ参戦も可能である。
また、フェラーリのブランド維持の観点から、マシンやトランスポーター、レーシングスーツなどの塗装やスポンサーロゴの大きさ、貼り付け場所やデザインなどについての厳しいレギュレーションが設定されている。

### ライセンス
日本自動車連盟（JAF）公認レースではないが、シーズンを通じて複数の国で開催される国際レースであるため、参戦するためには国際C級以上の国際レースライセンスが必要である。
なお、フェラーリオーナー向けのドライビングスクールである「ピロタ・フェラーリ」のフェラーリ・チャレンジ参戦希望者向けコースや、フェラーリ・ジャパンが主催する国際C級ライセンス取得プログラムを受講し、国際C級ライセンスを取得し参戦することも可能である。

### 参戦パッケージ
参戦者に対しては、
- マシン購入費（専用タイヤとホイールセット込み）
- 参戦費（占有練習走行費含む）
- マシンの保管、移動費
- AFコルセのメカニックによるメンテナンス費（クラッシュの際の修復費は含まれない）
- 指定燃料、オイル費（一定数以上は有償）
- 専用タイヤ（一定数以上は有償）
- プーマが開発した専用のウェアやFIA公認のレーシングスーツ一式（FIA公認のシューズや専用スーツケース含）
- レーシングスーツなどのクリーニング
- 本人向けクレデンシャルパスやゲストパス（一定数以上は有償）
- 専用ロッカールーム
- 専用のセラピスト、マッサージ師
- 各レースでのホスピタリティラウンジ（フルコースビュッフェ含む）
- 各レースごとに開催されるウェルカムディナーパーティー（F1の前座開催の場合はスクーデリア・フェラーリのドライバー同席）
- 各地の指定ホテルからサーキットへの移動手段（マレーシアでは白バイ先導付き）

などがセットになったパッケージが用意され「ヘルメットと身1つで参戦できる」と謳われている。
なお、安全面の配慮から、FIA公認のヘルメットの使用とともに、HANSの着用が義務付けられている。これらの安全デバイスの購入費用は上記のパッケージには含まれていない。

## オフィシャルスポンサー/サプライヤー
- シンハー・ビール
- ピレリ
- シェル
- IHI
- ウブロ
- UPS(ユナイテッド・パーセル・サービス)
- ヴーヴ・クリコ
- ブレンボ
- イベコ[5]